# Shunkichi Hamada
Shunkichi Hamada, född 19 oktober 1910, död 7 december 2009 i Tokyo, var en japansk landhockeyspelare.
Hamada blev olympisk silvermedaljör i landhockey vid sommarspelen 1932 i Los Angeles.